# CAP (Comité d'action plasticien)
Il C.A.P. (Comité d'Action Plasticien) è stato un gruppo artistico che operò nella Parigi del movimento studentesco del ’68 producendo manifesti politici dall'inverno del 1968 fino al luglio 1969. È stato uno dei più longevi comitati d'azione artistici del movimento parigino e ha prodotto 11 manifesti di cui 10 monocromatici e uno policromo a due colori. 

## Temi affrontati nelle opere
I temi affrontati dal gruppo sono politicamente orientati verso le tematiche portanti dell'agitazione: la lotta all'imperialismo americano, la contestazione dell'autoritarismo, la solidarietà al popolo laotiano e vietnamita vittime della guerra degli USA. I componenti del comitato, che erano quasi tutti studenti o comunque provenienti dall'ambiente universitario, si riunivano nel seminterrato della Maison de l'Italie (la casa dello studente italiano della Cité Universitarie di Parigi), precisamente nell'Atelier collectif, cosa che spiega la presenza di artisti italiani nel gruppo.

## Tecniche di produzione
La produzione di manifesti avveniva con questa procedura: il comitato si riuniva per decidere l'argomento da trattare sempre legato agli avvenimenti politici più scottanti tentando di raggiungere una certa tempestività d'intervento, successivamente si lavorava ai bozzetti e si selezionavano i più adatti alla stesura, infine si operava nella pittura collettiva della matrice. La tecnica usata era quella di dipingere con vernice rossa non trasparente su carta Kodaktrace e, a matrice ultimata, avveniva la duplicazione serigrafica di massimo 50 esemplari stampati sulla carta residua dei rulli del "Figaro". 

## Conclusione dell'esperienza
L'esperienza artistica collettiva terminò verso la metà del 1969 con il declino delle attività delle agitazioni studentesche e operaie. I manifesti del C.A.P. (le matrici originali) si trovano al Musée de l'affiche di Parigi (ora Musée de la publicité).
Nel 1989 viene pubblicato il libro La queue del l'utopie ("La coda dell'utopia"), resoconto dell'esperienza artistica parigina scritto a più mani da alcuni dei componenti del gruppo, tra cui il curatore del volume Maurizio Diana, Domenico Pasquariello Dègo e Jean Hil.